# Gauley River National Recreation Area
La Gauley River National Recreation Area est une zone récréative américaine classée National Recreation Area, en Virginie-Occidentale. Créée le 26 octobre 1988, elle protège 47 km2 dans les comtés de Fayette et Nicholas.